# 서민교
서민교(1983년 ~)는 대한민국의 배우다. 2006년 서바이벌 스타오디션으로 이름을 알렸으며, 이전에 대만에서도 활동했던 바 있다.

## 방송
- 서바이벌 스타오디션 (2006) - Top9